# Американська асоціація сприяння розвитку науки
Американська асоціація сприяння розвитку науки (англ. AAAS, The American Association for the Advancement of Science) — міжнародна некомерційна організація із заявленою метою сприяння співробітництву між ученими, захисту свободи досліджень, заохочення наукової відповідальності, а також підтримки освіти і науки на благо всього людства. Офіс асоціації розташовано у Вашингтоні.
Асоціація є великим науковим співтовариством і видавцем відомого наукового журналу Science, який виходить щотижневим тиражем понад сто тисяч примірників. Заснована 20 вересня 1848 року в Пенсільванії.
Премією AAAS, заснованою 1987 року, нагороджують тих, кому належить вагомий внесок у справу популяризації науки.
Перша велика наукова конференція 2025 року Американської асоціації сприяння розвитку науки (AAAS), пройшла під знаком невизначеності. Головна причина занепокоєння — скорочення фінансування досліджень, що може значно вплинути на майбутнє наукових відкриттів та їхнє застосування.